# Henry Pierrepont (diplomate)
Henry Manvers Pierrepont (18 mars 1780 - 10 novembre 1851) est un diplomate anglais. Il est envoyé à la Cour de Suède de 1804 à 1807.

## Biographie
Il est le troisième fils de Charles Pierrepont (1er comte Manvers), et d'Anne, fille de William Mills, de Richmond, Surrey. Evelyn Pierrepont et Charles Pierrepont (2e comte Manvers), sont ses frères aînés .
Il est envoyé à la Cour de Suède de 1804 à 1807. Il a prêté serment au Conseil privé en 1807 .

## Famille
Pierrepont épouse Lady Sophia Cecil, fille d'Henry Cecil (1er marquis d'Exeter), en 1818. Ils vivent à Conholt Park, Wiltshire. Leur fille Augusta Sophia Anne Pierrepont épouse le Major général Lord Charles Wellesley. Par son intermédiaire, Pierrepont est le grand-père maternel de Henry Wellesley (3e duc de Wellington) et Arthur Wellesley (4e duc de Wellington). Lady Sophia est décédée en 1823. Pierrepont est décédé en novembre 1851, à l'âge de 71 ans . Son mémorial est dans l'église St. Edmund, Holme Pierrepont.